# Nilmário Miranda
Nilmário de Miranda (Teófilo Otoni, 11 de agosto de 1947) é um político brasileiro, filiado ao Partido dos Trabalhadores. 

## Biografia
Foi deputado estadual (1987-1990), deputado federal (1991-2003) e secretário dos Direitos Humanos no governo Luiz Inácio Lula da Silva. Foi candidato ao governo de Minas Gerais em 2002 e 2006, perdendo em ambas para Aécio Neves.
Nilmário Miranda é casado com Stael Miranda, professora de Sociologia da Universidade Federal de Minas Gerais, e pai de Renata, Fernanda e Vítor. Foi preso político durante três anos e um mês, tendo sido libertado em 1975.
Foi deputado estadual em Minas Gerais de 1986 a 1990 e deputado federal duas vezes pelo Partido dos Trabalhadores (PT), quando ocupou o cargo de presidente da Comissão de Direitos Humanos da Câmara e recebeu Nota 10 do DIAP.
Sempre esteve envolvido pessoalmente, durante todo esse período, na luta pelos direitos humanos em situações cruciais, como nos casos do massacre de lavradores sem terra em Corumbiara/RO, da escravidão no trabalho e dos mortos e desaparecidos políticos. É autor de várias publicações sobre o assunto, como o livro Dos filhos deste solo, livro de 650 páginas, lançado em agosto de 1999, juntamente com o jornalista Carlos Tibúrcio em coedição Editora Fundação Perseu Abramo e Boitempo Editorial. Sua gestão como secretário de Direitos Humanos do governo Lula ficou marcada pela publicação da cartilha Politicamente Correto & Direitos Humanos - conhecida pela mídia como "Cartilha do Politicamente Correto".
Considera uma das maiores vitórias no campo dos direitos humanos no país a aprovação da lei que reconheceu os mortos e desaparecidos pela ditadura militar. Classifica os direitos humanos como uma das maiores bandeiras mundiais da atualidade, que "ultrapassa fronteiras, partidos e ideologias".
Integra a Comissão de Anistia, do Ministério da Justiça. E exerce o mandato de deputado federal (PT/MG).
Foi presidente da Fundação Perseu Abramo e hoje integra seu Conselho Curador.